# Маний Ацилий Авиола (консул 122 г.)
Вижте пояснителната страница за други личности с името Маний Ацилий Авиола.
Маний Ацилий Авиола (на латински: Manius Acilius Aviola) е политик и сенатор на Римската империя през 2 век.
Произлиза от клон Авиола на фамилията Ацилии. През 122 г. той е консул заедно с Луций Корелий Нераций Панза.